# Группа четырёх
Группа четырёх (G4) (англ. G4 nations) — международная организация, состоящая из четырёх стран, в число которых входит Бразилия, Германия, Индия и Япония. Участники этого объединения обязались поддерживать заявки каких-либо членов объединения на постоянные места в Совете Безопасности Организации Объединенных Наций.
В отличие от организации G7, целью которой является поддержание экономической стабильности и долговременное сотрудничество стран-участниц, G4 преследует единственную цель — получить постоянные места в совбезе ООН. За последние десятилетия экономика и политическое влияние этих стран значительно возросло, и теперь их масштабы развития сопоставимы с постоянными членами совета.

## Основание
В настоящий момент в ООН входят пять постоянных членов, имеющих право вето в Совете Безопасности. Среди них Китай, Франция, Россия, Великобритания и США; все эти страны получили свои места как победители второй мировой войны. Страны G4 избираются своими соответствующими региональными группами на двухлетний срок, в качестве непостоянных членов совбеза. В течение 24 лет (с 1987 по 2010 год), Бразилия и Япония избирались по 5 сроков, Германия — 4 (один раз как Западной Германии и три раза как объединенная), Индия — 2 срока. Всего же, с момента создания ООН, данная организация существует 64 года, причём каждая страна была участницей минимум 10 лет. Для сравнения, три постоянных члена Совета Безопасности, занимающих свои места со времён основания ООН (Франция, Великобритания и США), состоят в ней 72 года. Китайская Народная Республика занимает своё постоянное место уже 46 лет, заменив Китайскую Республику в 1971 году, а Россия участвует в ООН, как постоянный член 26 лет, поскольку заменила Советский Союз в 1991 году.
| Сравнение постоянных и временных членов Совета Безопасности ООН (G4 и P5) | Сравнение постоянных и временных членов Совета Безопасности ООН (G4 и P5) | Сравнение постоянных и временных членов Совета Безопасности ООН (G4 и P5) | Сравнение постоянных и временных членов Совета Безопасности ООН (G4 и P5) | Сравнение постоянных и временных членов Совета Безопасности ООН (G4 и P5) | Сравнение постоянных и временных членов Совета Безопасности ООН (G4 и P5) | Сравнение постоянных и временных членов Совета Безопасности ООН (G4 и P5) | Сравнение постоянных и временных членов Совета Безопасности ООН (G4 и P5) | Сравнение постоянных и временных членов Совета Безопасности ООН (G4 и P5) | Сравнение постоянных и временных членов Совета Безопасности ООН (G4 и P5) | Сравнение постоянных и временных членов Совета Безопасности ООН (G4 и P5) |
|                                                                           |                                                                           | % от населения земли                                                      | ВВП (ППС)1                                                                | ВВП (номинал)1                                                            | Финансирование (вложение) в ООН2                                          | Количество миротворцев ООН в стране                                       | Военный бюджет1                                                           | Число военного персонала                                                  | Ядерный арсенал                                                           | Всего боеголовок                                                          |
| ------------------------------------------------------------------------- | ------------------------------------------------------------------------- | ------------------------------------------------------------------------- | ------------------------------------------------------------------------- | ------------------------------------------------------------------------- | ------------------------------------------------------------------------- | ------------------------------------------------------------------------- | ------------------------------------------------------------------------- | ------------------------------------------------------------------------- | ------------------------------------------------------------------------- | ------------------------------------------------------------------------- |
| Бразилия                                                                  | G4                                                                        | 2.8 % (5th)                                                               | $3,101 (7th)                                                              | $1,535 (9th)                                                              | 3.82 % (7th)                                                              | 1,305 (20th)                                                              | $24.6 (11th)                                                              | 318,480 (16th)                                                            | НЕТ                                                                       | -                                                                         |
| Китай                                                                     | P5                                                                        | 18.8 % (1st)                                                              | $20,853 (1st)                                                             | $11,383 (2nd)                                                             | 7.92 % (3rd)                                                              | 2,622 (12th)                                                              | $215.0 (2nd)                                                              | 2,333,000 (1st)                                                           | ДА                                                                        | 260 (4th)                                                                 |
| Франция                                                                   | P5                                                                        | 0.9 % (20th)                                                              | $2,703 10th)                                                              | $2,465 (6th)                                                              | 4.86 % (5th)                                                              | 880 (33rd)                                                                | $50.9 (7th)                                                               | 222,200 (24th)                                                            | ДА                                                                        | 300 (3rd)                                                                 |
| Германия                                                                  | G4                                                                        | 1.1 % (17th)                                                              | $3,935 (5th)                                                              | $3,468 (4th)                                                              | 6.39 % (4th)                                                              | 434 (45th)                                                                | $39.4 (9th)                                                               | 186,450 (28th)                                                            | НЕТ                                                                       | -                                                                         |
| Индия                                                                     | G4                                                                        | 17.7 % (2nd)                                                              | $9,542 (3rd)                                                              | $2,610 (6th)                                                              | 0.74 % (22nd)                                                             | 7,713 (2nd)                                                               | $55.9 (5th)                                                               | 1,325,000 (3rd)                                                           | ДА                                                                        | 110-120 (7th)                                                             |
| Япония                                                                    | G4                                                                        | 1.7 % (10th)                                                              | $4,901(4th)                                                               | $4,413 (3rd)                                                              | 9.68 % (2nd)                                                              | 272 (55th)                                                                | $40.9 (8th)                                                               | 247,150 (21st)                                                            | НЕТ                                                                       | -                                                                         |
| Россия                                                                    | P5                                                                        | 2.0 % (9th)                                                               | $3,685 (6th)                                                              | $1,133 (14th)                                                             | 3.09 % (9th)                                                              | 98 (68th)                                                                 | $66.4 (4th)                                                               | 845,000 (5th)                                                             | ДА                                                                        | 7,300 (1st)                                                               |
| Великобритания                                                            | P5                                                                        | 0.9 % (22nd)                                                              | $2,757 (9th)                                                              | $2,761 (5th)                                                              | 4.46 % (6th)                                                              | 336 (52nd)                                                                | $55.5 (5th)                                                               | 169,150 (32nd)                                                            | ДА                                                                        | 215 (5th)                                                                 |
| Соединённые Штаты Америки                                                 | P5                                                                        | 4.4 % (3rd)                                                               | $18,558 (2nd)                                                             | $18,558 (1st)                                                             | 22.00 % (1st)                                                             | 68 (73rd)                                                                 | $597.0 (1st)                                                              | 1,492,200 (2nd)                                                           | ДА                                                                        | 6,970 (2nd)                                                               |
| 1миллион долларов США 2Процент вклада в общий бюджет ООН                  |                                                                           |                                                                           |                                                                           |                                                                           |                                                                           |                                                                           |                                                                           |                                                                           |                                                                           |                                                                           |

## Поддержка
Великобритания и Франция поддержали заявку на статус постоянного члена Совета Безопасности ООН стран, входящих в G4.
Японию поддерживают США и Великобритания.
Все постоянные члены Совбеза ООН (P5) поддерживают заявку Индии на статус постоянного участника с правом вето. Однако Китай готов отдать свой голос только в том случае, когда Индия в свою очередь перестанет поддерживать позицию Японии по отношению к КНР.

## Оппозиция
Некоторые государства выразили своё негативное отношение к G4.
Например, предложения Японии сильно противоречат мнению Китая и Южной Кореи, считающих, что Японское государство должно принести дополнительные извинения за военные преступления, которые она совершила во время Второй мировой войны.
Европейские и африканские государства, в частности Намибия, Болгария, Чехия, Польша, Норвегия, Дания, Испания и Нидерланды выступают против Германии.
Правительства Колумбии, Аргентины и Мексики выступают против Бразилии.
Правительство южноазиатской страны, Пакистана выступило против Индии.

## Активность
Двум африканским странам было предложено вступить в организацию, но на конференции в 2005 году Египет и Нигерия так и не смогли договориться об этом, так как они претендовали на постоянное место в СБ ООН.
12 февраля 2011 года члены G4 выпустили в совместном заявлении, в котором министры иностранных дел всех государств, входящих в организацию, согласились добиваться конкретных результатов на текущей сессии Генеральной Ассамблеи ООН.
В 2017 году сообщалось, что страны G4 были готовы временно отказаться от права вето, но при этом если они получат места в СБ ООН.